# Château de Fourques (Gard)
Ne doit pas être confondu avec le château de Fourques (Hérault).
Le château de Fourques est un monument historique de la commune de Fourques, dans le Gard. Le château date du Moyen Âge et appartient depuis 1810 à la famille Boissy d’Anglas d'où son nom actuel de château Boissy d'Anglas.

## Historique
La plus ancienne mention connue du château date de 1070, dans un accord de Raymond de Saint-Gilles avec Aicard d'Arles, pour restitution d'une « partie du château ».
Le château est classé depuis le 13 septembre 1913.

## Architecture
De forme rectangulaire, il comporte quatre tours carrés aux angles. Le mur d'enceinte comportait des créneaux, détruits lors de la Révolution. Un puits est toujours présent dans la cour centrale.